# Гуян
Гуя́н (кит. упр. 固阳, пиньинь Gùyáng) — уезд городского округа Баотоу автономного района Внутренняя Монголия (КНР). Название уезда происходит от уезда Гуян (稒阳县), существовавшего в этих местах во времена империи Западная Хань.

## История
Долгое время здесь были монгольские кочевья. В 1926 году был образован уезд Гуян провинции Суйюань.
В 1937 году началась японо-китайская война, и в ноябре 1937 года Гуян был занят японскими войсками. Японцы передали Гуян марионеточному государству Мэнцзян.
По окончании войны здесь была восстановлена китайская администрация, и возвращена прежняя схема административной подчинённости. В ходе гражданской войны в результате революции 19 сентября 1949 года Гуян перешёл на сторону коммунистов. В 1958 году уезд Гуян был преобразован в район Гуян (固阳区) города Баотоу, однако в 1961 году это решение было отменено и район Гуян вновь стал уездом. В 1963 году он был передан в состав аймака Уланчаб, однако в 1971 году возвращён под юрисдикцию Баотоу.

## Административное деление
Уезд Гуян делится на 6 посёлков.